# Ferran d'Aragó i Guardato
Ferran d'Aragó i Guardato (mort el 1542) fou un fill il·legítim de Ferran I de Nàpols (per tant, net d'Alfons el Magnànim) i de la seva amistançada Diana Guardato. Carles I li va concedir el ducat de Montalto i el 1542 el va nomenar lloctinent general del Regne de Nàpols.